# Safari Song
Safari Song ist ein Lied der US-amerikanischen Classic-Rock-Band Greta Van Fleet. Es war die zweite Single der Debüt-EP Black Smoke Rising.

## Entstehung
Das Lied entstand, als die Band in Plymouth Rock, einer alten Kirche im US-Bundesstaat Michigan die in ein Tonstudio umgebaut wurde, jammte. Die Musiker spielten ein paar alte Blues-Songs und Gitarrist Jake Kiszka hatte plötzlich die Idee zum Grundriff. Für den Bassisten Sam Kiszka hatte dieses Riff eine gewisse Komplexität, eine Mischung aus Dschungelmusik und Blues, die ihn an eine Safari erinnerte. Dies ist gleichzeitig die Herleitung des Titels. Der Text wurde wie viele klassische Blueslieder als Erzählung geschrieben. Die ursprüngliche Version des Liedes war laut Sam Kiszka weitaus komplexer mit mehr Perkussion und Gitarren. Die Musiker simplifizierten die Komposition daraufhin und verzichteten auf ein ausgedehntes Schlagzeug-Interludium.
Der Safari Song erschien sowohl auf der am 21. April 2017 veröffentlichten EP Black Smoke Rising als auch auf der EP From the Fires, die am 10. November 2017 erschien. Am 31. Oktober 2017 spielten Greta Van Fleet das Lied in der NBC-Sendung Last Call with Carson Daly.

## Rezeption
Laut James Geiser vom Anti Hero Magazine wird man beim ersten Hören des Liedes „in eine Zeit zurückversetzt, in der Musik noch so kraftvoll war, dass der Hörer eine Gänsehaut bekam“. Sophia Moak vom Radiosender WRVU aus Nashville verglich das Lied mit Led Zeppelins Good Times Bad Times mit nur kleinen Variationen.

### Chartplatzierungen
Das Lied erreichte Platz eins der Billboard-Mainstream-Rock-Songs-Charts und Platz zwei der kanadischen Rock-Charts. Bei den iHeartRadio Music Awards 2019 wurde das Lied Safari Song in der Kategorie Rock Song of the Year ausgezeichnet.

### Auszeichnungen für Musikverkäufe
| Land/Region               | Auszeichnungen für Musikverkäufe (Land/Region, Auszeichnung, Verkäufe) | Verkäufe |
| ------------------------- | ---------------------------------------------------------------------- | -------- |
| Brasilien (PMB)           | Gold                                                                   | 20.000   |
| Kanada (MC)               | Gold                                                                   | 40.000   |
| Vereinigte Staaten (RIAA) | Gold                                                                   | 500.000  |
| Insgesamt                 | 3× Gold ·                                                              | 560.000  |